# Alter (månkrater)
Alter är en nedslagskrater på månen som är lokaliserad till den norra hemisfären på den bortre sidan av månen (den sida som alltid är vänd från jorden). Den ligger sydväst om den större kratern Robertson och ost om kratern Ohm.
Alters yttre kraterrand har minskat av efterföljande erosion. Den tydligaste erosionen har skett i de norra och södra ytterkanterna. Det är även en mindre krater som ligger över den syd-sydöstra kraterranden. En klyfta går över kratergolvet från den södra kraterranden mot den nord-nordöstra. Utkastat material från nedslag är utspritt över kratergolvet från öst och bildar ett par smala band.

## Satellitkratrar
På månkartor är dessa objekt genom konvention identifierade genom att placera ut bokstaven på den sida av kraterns mittpunkt som är närmast kratern Alter.
| Alter | Latitud | Longitud | Diameter |
| ----- | ------- | -------- | -------- |
| K     | 16.3° N | 106.0° V | 22 km    |
| W     | 20.4° N | 109.2° V | 52 km    |